# Шапошников, Михаил Романович
Михаи́л Рома́нович Ша́пошников (1899—1938) — советский военный деятель, начальник политического управления РККФ, корпусной комиссар (01.02.1936). Расстрелян в 1938 году по  «делу Тухачевского». Реабилитирован посмертно.

## Биография
Родился в русской семье портного. Окончил начальное городское училище. Работал учеником в слесарной мастерской, наборщиком в типографии. С октября 1917 по октябрь 1918 год на административной и профсоюзной работе как заместитель заведующего хозяйственным управлением государственных типографий Петрограда, заместитель председателя фабричного комитета 3-й государственной типографии. Член РКП(б) с октября 1918 г.
В Красной армии с октября 1918 г. по партийной мобилизации. Участник Гражданской войны, в ходе которой занимал должности политического состава в частях и соединениях. Состоял для особых поручений при Реввоенсовете Каспийско-Кавказского фронта. Принимал участие в боевых действиях под Астраханью с октября 1918 по сентябрь 1919 год, под Царицыном по январь 1920 года, на Кубани и Дону по апрель 1921 года, в Грузии по октябрь 1921 г. С июня 1921 по июль 1922 год военком 25-й и 2-й отдельных стрелковых бригад. С июля 1922 г. военком 1-го полка 1-й Кавказской стрелковой дивизии. В боях был ранен.
После Гражданской войны на ответственных должностях в РККА и РККФ. В 1923—1927 годах слушатель военно-политического факультета Военно-политической академии имени Н. Г. Толмачёва. С сентября 1927 по январь 1929 год военком 109-го стрелкового полка. С января 1929 по февраль 1930 года военком 14-го и 13-го Сенненского стрелковых полков. С февраля 1930 г. начальник политического отдела 27-й Омской, а с сентября 1931 года 4-й стрелковой дивизий. С февраля 1933 по февраль 1935 год помощник командира 11-го стрелкового корпуса по политической части. С февраля 1935 г. начальник политического отдела специальных частей Ленинградского гарнизона. За отличные показатели в деле боевой подготовки в 1936 году народным комиссаром обороны награждён золотыми часами. С мая по июнь 1937 года военком Артиллерийской академии РККА. С июня 1937 по январь 1938 года начальник отдела руководящих политических органов Политического управления РККА. С января 1938 г. начальник политического управления ВМС РККА.
Проживал в Москве по адресу :  Лубянский проезд, дом 17, квартира 1-А. Арестован 21 июня 1938 года. Внесен в Сталинский расстрельный список осуждённых к ВМСЗ («Москва-центр») - список №3 («Бывш. военные работники») — «за») Сталин, Молотов. Военной коллегией Верховного суда СССР 22 августа 1938 года по обвинению в «участии в контрреволюционной организации и в военно-фашистском  заговоре в РККА» приговорён к расстрелу. Приговор приведен в день вынесения обвинительного приговора (расстрелян в числе 120 осужденных).  Место захоронения  — спецобъект НКВД «Коммунарка». Определением Военной коллегии Верховного суда СССР от 21 июля 1956 года посмертно реабилитирован.